# Булгакова Наталія Борисівна
Булгакова Наталія Борисівна — професор, доктор педагогічних наук, професор кафедри педагогіки та психології професійної освіти Гуманітарного інституту Національного авіаційного університету.

## Біографія
Народилася 27 липня 1940 р. у м. Москва (Росія)
1962 р. — закінчила Львівський політехнічний інститут за спеціальністю «Технологія пластичних мас». 

1962–1966 рр. — працювала у видавництві «Техніка» редактором редакції хімії, нафти та газу, з них (1964—1966) завідувачем редакції хімії, нафти і газу.

1969 р. — працює в Київському інституті інженерів цивільної авіації
2000 р — Національний авіаційний університет
- 1969–1972 рр. — старший лаборант;
- 1972–1973 рр. — завідувач лабораторії;
- 1973–1977 рр. — асистент;
- 1977–1979 рр. — старший викладач кафедри хімії;
- 1979 —2000 рр. — доцент кафедри природничих наук;
- з 2000 р. — професор кафедри педагогіки та психології[2]

## Наукові досягнення
Наукові дослідження Булгакової Н. Б. пов'язані з вивченням проблем підвищення ефективності навчального процесу у вищих технічних закладах освіти.

1970 р. — захистила дисертацію «Нові повні синтези в ряду 5,6,7,8- тетрагідрохіномінів» на здобуття наукового ступеня кандидата хімічних наук за спеціальністю «Органічна хімія». 

2002 р. — захистила дисертацію «Система пропедевтичної підготовки іноземних громадян з природничих дисциплін у технічному університеті» на здобуття ступеня доктора педагогічних наук за спеціальністю «Теорія і методика професійної освіти».

## Нагороди
Нагороджена медалями:
- 1984 р. — «В пам'ять 1500-річчя Києва»;
- 1988 р. — «Ветеран праці»;
- 2004 р. — «За сумлінну працю».

## Наукова робота
Булгакова Н. Б. — автор 94 робіт.

Основні з них:
1. Булгакова Н. Б. Компоненты искусства обучения в высшей школе: Научно-методическое пособие. — К.: НАУ, 2005.– 36 с.
2. Вища освіта і Болонський процес. Педагогіка вищої школи: навч.-метод. посіб./ Н. Б. .Булгакова. — К.: Вид-во Нац. авіац. ун-ту «НАУ-друк», 2009. — 84 с.
3. Активізація пізнавальної діяльності студентів у процесі навчання в технічному університеті // Вісник НАУ. Серія: Педагогіка. Психологія. Зб. наук. пр.- Вид-во Нац. авіац. ун-ту «НАУ-друк», 2009. — Вип. 1. — С. 9 — 14.
4. Викладацька діяльність в умовах інформаційного суспільства// Вісник НАУ. Серія: Педагогіка. Психологія. Зб. наук. пр.- Вид-во Нац. авіац. ун-ту «НАУ-друк», 2010. — Вип. 3. — С. 13 -19.
5. Особенности технологии обучения химии иностранных студентов на этапе довузовской подготовки // Тематичний випуск «Інтеграція вищої школи України до європейського та світового простору». Вища освіта України № 1 (додаток 1). — 2012 р. — С. 190—196.